# 船橋市立七林中学校
船橋市立七林中学校（ふなばししりつ ななばやしちゅうがっこう）は、千葉県船橋市七林町にある公立中学校。通称は「七林」（ななばやし）または「七中」（ななちゅう）。

## 概観
船橋市東部にある中学校。

### 学校の特色
- 地域住民や近隣町会との結びつきや連携が強い。学校と地域が一丸となり生徒を見る環境がある。
- 制服は男女ともブレザータイプ。男子のネクタイや女子のリボンがともに3種類あり、選べるようになっていて、好きな種類をつけてよいことになっている
- 修学旅行は岩手県花巻市・盛岡市・小岩井農場行っており、平成18年度から農家体験（ファームステイ）を取り入れており、生徒は初日の昼過ぎから、2日目の昼までの約1日、花巻市内の農家・酪農家の家に生徒だけで滞在し、農業を身近に学んでいる。2011年は、震災の影響で6月に長野県飯田地方に行くことになった。2012年度は再び岩手県になった。2泊3日で行われ、初日はホテルへの宿泊、2日目昼前より3日目午前まで各クラスがそれぞれ花巻市（2クラス）旧石鳥谷町（3クラス）旧大迫町（1クラス）にて農家への滞在を行った。
- 1年生は、5月に千葉市昭和の森公園に行き、2年生は6月にマザー牧場での遠足があった。2009年1年生は千葉市昭和の森公園に行くことになった。林間学校は2006年（平成18年）度で廃止された。場所は群馬県片品村、山梨県富士吉田市、静岡県富士宮市方面だった。また同時に職場体験学習も廃止となったが、2012年度から再開された。

## 校歌
- 作詞：求地 作曲：渡辺岳夫

## 沿革
- 1977年（昭和52年）- 開校（最初はプレハブ校舎。その後、校舎・体育館が完成）
- 1986年（昭和61年） - 創立10周年
- 1990年（平成2年） - 武道室・プール完成　使用開始
- 1996年（平成8年） - 創立20周年
- 2006年（平成18年） - 創立30周年
- 2016年（平成28年） - 創立40周年

## 学内組織

### 委員会
- 学年評議委員会
- 学習委員会
- 美化委員会
- 保健委員会
- 図書委員会
- 放送委員会
- 給食委員会
- 選挙管理委員会
- 生徒会本部

### クラブ活動
運動部
- 陸上部
- 野球部
- サッカー部
- ソフトボール部
- テニス部
- 剣道部
- 卓球部
- バスケットボール部
- 水泳部（夏季のみ）

文化部
- 管弦楽部
- 美術部

## 学校行事
- 4月 - 入学式・新入生オリエンテーション・着任式
- 5月 - 生徒総会・1年遠足
- 6月 - 2年遠足・3年修学旅行・定期考査
- 7月 - 壮行会（総体に出場する部活動を応援する会）・総合体育大会
- 8月 - 総合体育大会
- 9月 - 体育祭・定期考査
- 10月 - 合唱祭・生徒会本部役員選挙
- 11月 - 定期考査
- 12月 - なし
- 1月 - 1、2年百人一首大会
- 2月 - 定期考査
- 3月 - 卒業式・三年生を送る会・離任式

## 人物

### 歴代校長
- 1977年（昭和52年） - 初代 越川四郎
- 1982年（昭和57年） - 2代 石井昭二郎
- 1986年（昭和61年） - 3代 久保創
- 1988年（昭和63年） - 4代 落合譲
- 1989年（平成元年） - 5代 鈴木毅
- 1992年（平成4年） - 6代 大屋貞二
- 1994年（平成6年） - 7代 白井義章
- 1997年（平成9年） - 8代 杉川正
- 1999年（平成11年） - 9代 小田壮一
- 2003年（平成15年） - 10代 片岡登喜子
- 2005年（平成17年） - 11代 後藤秀昭
- 2007年（平成19年） - 12代 奥村信幸
- 2010年（平成22年） - 13代 大島敬次
- 2012年（平成24年） - 14代 永井邦保

### 著名な出身者
- 林昌範（元プロ野球選手）
- 髙山俊（プロ野球選手）
- 若松儀裕（陸上競技選手）
- 奥華子（歌手）
- 清浦夏実（女優）
- 木幡美子（アナウンサー）
- 飯塚和枝（ヴァイオリン独奏者）
- コザキユースケ（イラストレーター）
- 藤巻立樹（シルク・ドゥ・ソレイユ アーティスト）

## 関係機関
- 船橋市立七林小学校
- 船橋市立高郷小学校
- 船橋市立薬円台小学校
- 船橋市立飯山満小学校
- 船橋市立芝山東小学校

## 周辺施設
- 京成電鉄松戸線 習志野駅
- 京成電鉄松戸線 薬園台駅
- 京成電鉄松戸線・東葉高速鉄道東葉高速線 北習志野駅
- マルエツ習志野店
- 西友薬園台店
- 薬園台駅前郵便局
- 千葉県立船橋芝山高等学校
- 千葉県立薬園台高等学校